# Норвок (Охајо)
Норвок (енгл. Norwalk) град је у америчкој савезној држави Охајо.

## Демографија
По попису из 2010. године број становника је 17.012, што је 774 (4,8%) становника више него 2000. године.
| Група             | 2000.          | 2010.          |
| Белци             | 15.079 (92,9%) | 15.107 (88,8%) |
| Афроамериканци    | 316 (1,9%)     | 317 (1,9%)     |
| Азијати           | 52 (0,3%)      | 80 (0,5%)      |
| Хиспаноамериканци | 620 (3,8%)     | 1.221 (7,2%)   |
| Укупно            | 16.238         | 17.012         |